# Holothele shoemakeri
Holothele shoemakeri is een spinnensoort in de taxonomische indeling van de vogelspinnen (Theraphosidae).
Het dier behoort tot het geslacht Holothele. De wetenschappelijke naam van de soort werd voor het eerst geldig gepubliceerd in 1926 door Alexander Petrunkevitch.